# Oligoclada pachystigma
Die Oligoclada pachystigma ist eine der 24 Libellenarten der Gattung Oligoclada aus der Unterfamilie Brachydiplacinae. Die Art hat ihren Verbreitungsschwerpunkt entlang des Amazonas und seiner Ausläufer. Erstmals beschrieben wurde sie im Jahr 1890 von Ferdinand Karsch anhand eines Tieres aus Angostura.

## Bau der Imago
Der Hinterleib (Abdomen) misst bei Oligoclada pachystigma-Männchen zwischen 14,3 und 17,5 Millimetern. Bei den Weibchen schwankt die Länge etwas weniger mit 15 bis 16,1 Millimetern. Das weibliche Abdomen ist gelblich braun und wird nach hinten dunkler. Ebenso dunkel bis schwarz ist die Unterseite. Der weibliche Thorax ist ebenfalls braun und weist eine gelbe Zeichnung auf.
Die Hinterflügel messen bei den Männchen zwischen 17,4 und 21,0 Millimetern. Die der Weibchen sind mit 20,3 bis 22,0 Millimetern etwas größer. Das Flügelmal (Pterostigma) erreicht 1,5 bis 2,3 Millimeter bei den Männchen und 1,8 bis 1,1 Millimeter bei den Weibchen. Die Anzahl der Antenodaladern liegt beim Vorderflügel bei acht bis zehneinhalb, beim Hinterflügel bei fünf bis sieben. Dabei ist die letzte Antenodalader im Vorderflügel fast immer vollständig, reicht also von der Costalader bis zur Radiusader. Postnodaladern existieren sechs bis neun beziehungsweise fünf bis sieben.